# Pierre Guichard (historien)
Pour les articles homonymes, voir Pierre Guichard et Guichard.
Pierre Guichard, né le 5 novembre 1939 à La Côte-Saint-André (Isère) et mort le 6 avril 2021,, est un historien, archéologue et médiéviste français. 
Il est un spécialiste d'al-Andalus et du monde musulman occidental au Moyen Âge.

## Biographie
Professeur d'histoire du Moyen Âge à l'université Lyon II, il a été directeur, de 1994 à 2003, au sein du Centre interuniversitaire d'histoire et d'archéologie médiévales (CIHAM), de l'Unité mixte de recherches 5648 (UMR 5648), consacrée à l'histoire et à l'archéologie des mondes chrétiens et musulmans médiévaux.
Spécialiste reconnu de l'Espagne musulmane et de ses relations avec le monde chrétien, domaine auquel il a consacré plusieurs ouvrages, il a été membre de la Casa de Velázquez, à Madrid.
Pierre Guichard défend en particulier la thèse de l’acculturation musulmane de la péninsule hispanique dont la dégradation culturelle des populations mozarabes et leurs révoltes au Xe siècle, avec notamment le mouvement des Martyrs de Cordoue. Il démontre dans son livre Al-Andalus, 711-1492 l’évolution de cette pénétration culturelle, ses nuances, les divers apports arabes et berbères, la persistance, dans une position de résistance, des apports culturels chrétiens ou juifs. Il insiste aussi dans un numéro des Cahiers de l'Histoire sur la nécessité de recourir en priorité aux sources qui nous donnent le point de vue des musulmans à l’époque, puis aux ouvrages spécialisés sur le monde musulman médiéval.
Il est correspondant de l'Académie des inscriptions et belles-lettres depuis le 27 mars 1998.

## Publications
(Liste non exhaustive). Bibliographie complète dans : https://brill.com/view/journals/arab/69/1-2/article-p22_6.xml

### Ouvrages
- Structures sociales « orientales » et « occidentales » dans l'Espagne musulmane, Mouton, Paris-La Haye, 1977.
- Les châteaux ruraux d'al-Andalus. Histoire et archéologie des husun du sud-est de l'Espagne, en collaboration avec André Bazzana et Patrice Cressier, Collection de la Casa de Velázquez, no 19, 1988.
- Les Musulmans de Valence et la Reconquête, Institut français de Damas, 1990-1991.
- Du parchemin au papier. Comprendre le XIIIe siècle, in Mélanges offerts à Marie-Thérèse Lorcin, Presses universitaires de Lyon, 1995.
- États, sociétés et cultures dans le monde musulman médiéval, PUF, Paris, 1995 et 2000.
- Espagne et Sicile musulmanes aux XIe et XIIe siècles, Presses universitaires de Lyon, 2000.
- Relations des pays d'islam avec le monde latin, en collaboration avec Philippe Sénac, SEDES, Paris, 2000.
- Al-Andalus, 711-1492, Hachette Littératures, Paris, 2001.
- Les royaumes de taifas, en collaboration avec Bruna Soravia, Geuthner, Paris, 2007.
- Les débuts du monde musulman, VIIe – Xe siècle (dir.), en collaboration avec Thierry Bianquis et Mathieu Tillier, PUF (Nouvelle Clio), Paris, 2012

### Articles
- Le peuplement de la région de Valence aux deux premiers siècles de la domination musulmane, Mélanges de la Casa de Velázquez no 5, 1969.
- Les villes d'al-Andalus et de l'Occident musulman aux premiers siècles de leur histoire. Genèse de la ville islamique en al-Andalus et au Maghreb occidental, Casa de Velázquez et Consejo Superior de Investigaciones Científicas, 1998, p. 37–52
- À propos de l'identité andalouse : Quelques éléments pour un débat, in Arabica, no 46, janvier 1999, p. 97–110

- Sous la direction de Patrice Cressier: La maîtrise de l'eau en al-Andalus, Paysages, pratiques et techniques, article : L'aménagement et la mise en culture des marjales de la région valencienne au début du XIVe siècle, Collection de la Casa de Velázquez, no 93

## Distinctions
- Chevalier de l'ordre des Palmes académiques